# مت‌آمپی‌سیلین
مت‌آمپی‌سیلین(به انگلیسی: Metampicillin) (INN) یک آنتی بیوتیک از دسته پنی سیلین‌ها است. از واکنش آمپی‌سیلین با فرمالدئید تهیه می‌شود و در محلول آبی هیدرولیز شده و تشکیل آمپی‌سیلین می‌دهد. 